# DDR SDRAM

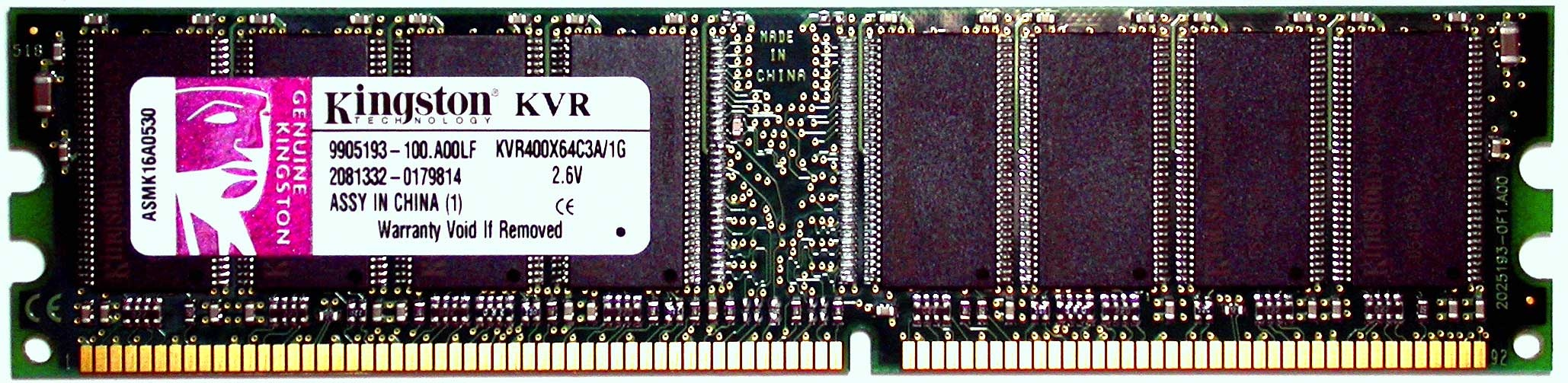
Mòdul de memòria DDR d'1 Gb

Comparació dels mòduls de memòria RAM per a ordinadors d'escriptori (DIMM).

DDR SDRAM, que en anglès significa Double Data Rate (Doble taxa de dades) Synchronous Dynamic Random Access Memory (Memòria dinàmica d'accés aleatori sincronitzada), és un tipus de memòria RAM per a ordinadors en què en cada cicle de rellotge es poden efectuar dues operacions.
És la primera generació d'aquestes tecnologies i bàsicament és el mateix que les SDRAM però amb millores que permeten que l'amplada de banda arribi a 3,2 GB/s que és un 400% més ràpid que les SDRAM anteriors.
Les millores que permeten l'evolució són la duplicació de la capacitat dels buffers d'entrada/sortida dels busos, que permeten duplicar la transferència de dades, un rellotge que sense augmentar la seva freqüència permet agafar dades en les pujades i baixades de flanc, la baixada del voltatge a 2,5 Volts i l'augment de la velocitat dels busos.
Cada tipus es diferencia essencialment per la seva freqüència màxima de treball: 
- DDR: de 333 o 400 MHz
- DDR2: de 533, 667, 800 o 1.066 MHz
- DDR3: de 1.066, 1.333, 1.600, 1.866, 2.133, 2.400 o >2.400 MHz

## Xips i mòduls
| Nom de l'estàndard         | Velocitat de la memòria (MHz) | Temps de cicle (ns) | Velocitat del bus I/O (MHz) | Ràtio de dades (MT/s) | VDDQ (V) | Nom del mòdul | Ràtio de transferència màxim (MB/s) | Timings (CL-tRCD-tRP) |
| -------------------------- | ----------------------------- | ------------------- | --------------------------- | --------------------- | -------- | ------------- | ----------------------------------- | --------------------- |
| DDR-200                    | 100                           | 10                  | 100                         | 200                   | 2,5±0,2  | PC-1600       | 1600                                |                       |
| DDR-266                    | 133⅓                          | 7,5                 | 133⅓                        | 266⅔                  | 2,5±0,2  | PC-2100       | 2133⅓                               | 2,5-3-3               |
| DDR-333                    | 166⅔                          | 6                   | 166⅔                        | 333⅓                  | 2,5±0,2  | PC-2700       | 2666⅔                               |                       |
| DDR-400A DDR-400B DDR-400C | 200                           | 5                   | 200                         | 400                   | 2,6±0,1  | PC-3200       | 3200                                | 2,5-3-3 3-3-3 3-4-4   |

Nota: Totes les dades superior segons l'especificació JEDEC JESD79F.